# St Swithin, London Stone

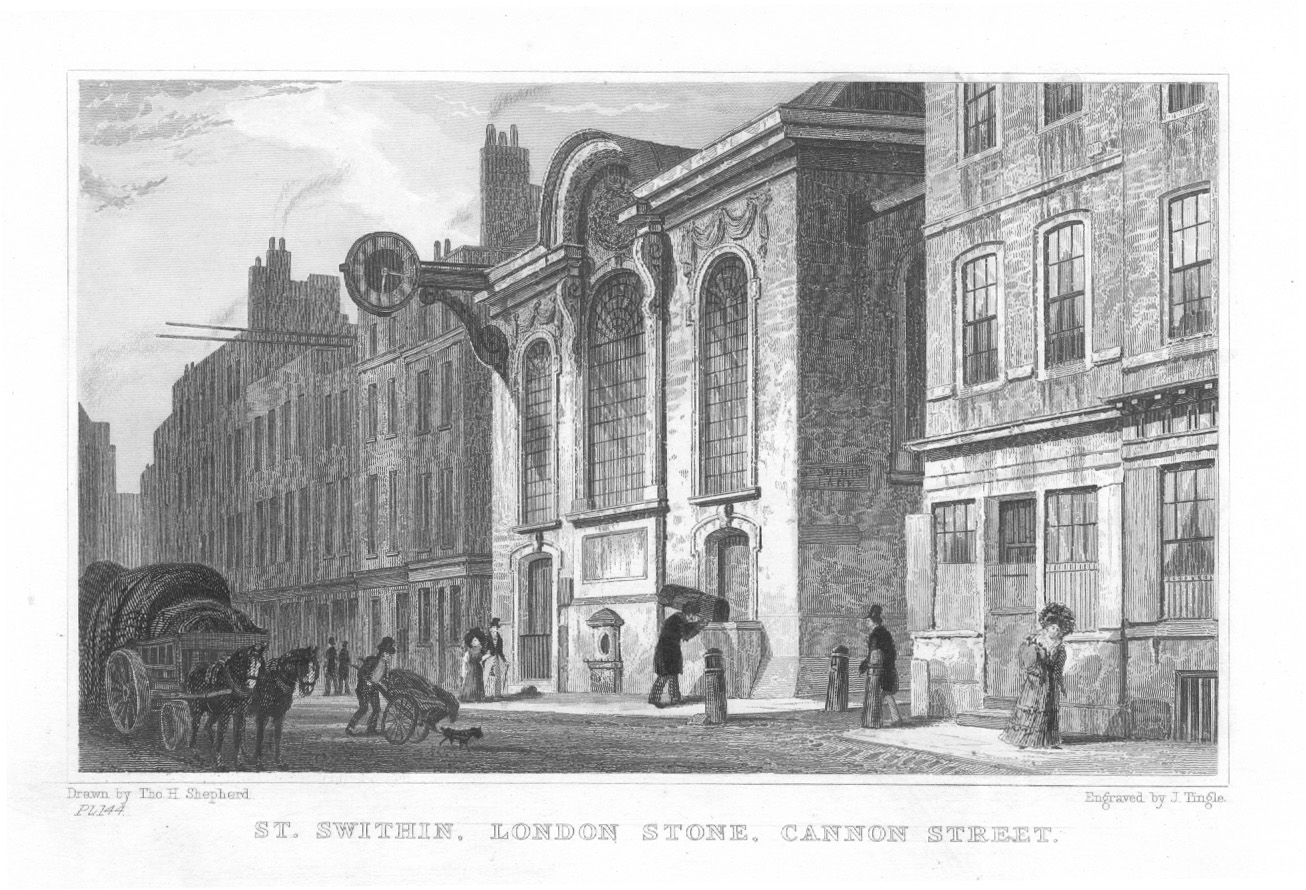
St Swithin London Stone (1831)

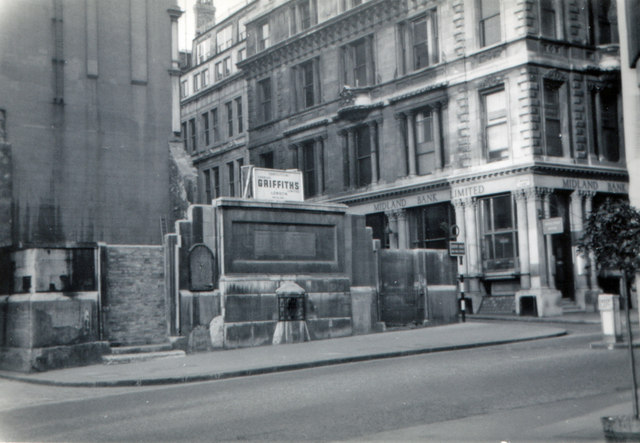
Reste der Kirche 1961/62 mit dem London Stone

St Swithin, London Stone war eine 1941 zerstörte anglikanische Kirche im Londoner Innenstadtbezirk City of London. Die Kirche führte ihren Namenszusatz von dem London Stone, dem Fragment eines römischen Markierungssteins, das 1742 an die Nord-, später an die Südseite der Kirche versetzt wurde.

## Geschichte
Eine dem heiliggesprochenen Bischof Swithun von Winchester geweihte mittelalterliche Kirche wurde beim Großen Brand von London im Jahre 1666 zerstört, ihr Wiederaufbau erfolgte bis 1678 durch den Architekten Christopher Wren. Nach seinen Plänen entstand unter Einbeziehung des seitlich positionierten Turms über quadratischem Grundriss ein Zentralbau, dem – in Vereinfachung seines Entwurfs für St Anne and St Agnes – ein achteckiger Kuppelraum einbeschrieben war. Von den jeweils drei rundbogigen Fenstern an drei der Kirchenseiten war das mittlere größer angelegt und von einem Segmentgiebel über Konsolen übergriffen. Die Kirche erfuhr 1869 eine Restaurierung, bei der die bestehenden Rundfenster Maßwerkfüllungen erhielten.
Die Kirche wurde 1941 durch einen deutschen Luftangriff infolge der Luftschlacht um England zerstört, die Ruine nachfolgend 1961/62 abgebrochen. An ihrer Stelle entstand ein Geschäftshaus, in dem der London Stone zunächst integriert wurde. Seit 2018 befindet er sich wieder an seinem ursprünglichen Standort.